# Bay City (Texas)
Bay City è una località degli Stati Uniti d'America, capoluogo della contea di Matagorda, nello Stato del Texas.
La popolazione era di 17.614 persone al censimento del 2010.

## Geografia fisica
Bay City è situata a 28°58′51″N 95°57′52″W (28.980766, -95.964459).
Secondo lo United States Census Bureau, ha un'area totale di 8,5 miglia quadrate (22,0 km²), di cui 8,5 miglia quadrate (22,0 km²) di terreno e lo 0,12% d'acqua.
Gli ecosistemi naturali che circondano la città sono praterie attraversate da torrenti che portano nella baia.

## Società

### Evoluzione demografica
Secondo il censimento del 2000, 18.667 persone, 6.912 nuclei familiari e 4.769 famiglie risiedevano nella città. La densità di popolazione era di 2.196,0 persone per miglio quadrato (847,9/km²). C'erano 8.113 unità abitative a una densità media di 954,4 per miglio quadrato (368,5/km²). La composizione etnica della città era formata dal 61,62% di bianchi, il 17,26% di afroamericani, lo 0,74% di nativi americani, lo 0,88% di asiatici, lo 0,07% di isolani del Pacifico, il 16,84% di altre razze, e il 2,59% di due o più etnie. Ispanici o latinos di qualunque razza erano il 34,74% della popolazione.
Dei 6.912 nuclei familiari, il 37,9% aveva figli di età inferiore ai 18 anni, il 49,0% aveva coppie sposate conviventi, il 16,1% aveva un capofamiglia femmina senza marito, e il 31,0% non erano famiglie. Circa il 27,1% di tutti i nuclei familiari erano individuali e il 10,5% aveva componenti con un'età di 65 anni o più che vivevano da soli. Il numero di componenti medio di un nucleo familiare era di 2,66 e quello di una famiglia era di 3,25.
Vi erano il 30,9% di persone sotto i 18 anni, il 9,8% di persone dai 18 ai 24 anni, il 28,2% di persone dai 25 ai 44 anni, il 20,0% di persone dai 45 ai 64 anni, e l'11,1% di persone di 65 anni o più. L'età media era di 32 anni. Per ogni 100 femmine, c'erano 95,0 maschi. Per ogni 100 femmine dai 18 anni in giù, c'erano 91,1 maschi.
Il reddito medio di un nucleo familiare era di 30.446 dollari, e per una famiglia era di 39.281 dollari. I maschi avevano un reddito medio di 38.202 dollari contro i 23.058 dollari delle femmine. Il reddito pro capite era di 15.284 dollari. Circa il 18,3% delle famiglie e il 21,4% della popolazione erano sotto la soglia di povertà, incluso il 27,7% di persone sotto i 18 anni e il 14,3% di persone di 65 anni o più.